# Ma Dalton
Cet article concerne la cinquante-septième histoire de la série Lucky Luke. Pour le personnage de fiction, voir Ma Dalton (personnage).
Ma Dalton est la cinquante-septième histoire de la série Lucky Luke de Morris (dessin) et René Goscinny (scénario). Elle est publiée pour la première fois en 1971, du no 595 au no 616 du journal Pilote, puis en album la même année aux éditions Dargaud.

## Synopsis
De passage dans la ville de Cactus Junction, Lucky Luke rencontre la mère de ses quatre fidèles ennemis : Ma Dalton. Cette vieille dame vit seule avec son chat Sweetie aux environs de la ville. La population, attendrie et attachée à ce personnage « pittoresque », se cotise pour la nourrir. Ma reste toutefois une Dalton (secrètement très habile au revolver) et fait « honneur à son nom » en faisant semblant d'attaquer les commerçants. Contre toute attente, Luke et la vieille dame s'entendent bien, le cow-boy se montrant serviable avec elle, ce qu'elle apprécie.
Lorsqu'ils apprennent la rencontre de leur mère avec leur ennemi, Joe, William, Jack et Averell décident de s'évader et de supprimer Lucky Luke une bonne fois pour toutes. Ils incendient alors la prison et profitent de la pagaille consécutive à l'évacuation pour s'enfuir, non sans emmener Rantanplan, enchaîné à Joe par les gardiens — dans sa grande bêtise, le chien pense qu'il a trouvé un nouveau maître.
Les frères regagnent la maison maternelle où ils sont accueillis à bras ouverts. Prévenu de leur fuite, Luke se rend directement chez Ma, mais ne les y trouve pas, cette dernière ayant pris soin de cacher ses fils. Joe est libéré par ses frères et Ma décide de quitter la maison et de trouver refuge dans une mine abandonnée, non loin de Cactus Junction. Elle attaque alors son boucher (cette fois-ci, pour de vrai) et lui dérobe un quartier de viande ainsi que sa carriole. Alerté, Lucky Luke se rend à la maison Dalton mais n'y retrouve que Rantanplan, abandonné sur place.
Une fois à l'abri dans la mine, Joe, William et Jack échafaudent un plan afin de gagner l'estime de leur mère, cette dernière favorisant continuellement Averell. Les trois frères ont alors l'idée de se déguiser en Ma Dalton pour se promener incognito... et en profiter pour attaquer les banques de la région. Ma Dalton donne sa bénédiction, ignorant les projets de braquage de ses trois fils. La tactique fonctionne parfaitement dans un premier temps et Lucky Luke lui-même est dérouté par la présence presque simultanée de la vieille dame dans différentes villes du comté.
Un jour, alors qu'il est en train d'attaquer la banque d'Alfalfa City, Joe (toujours déguisé) est interrompu par sa mère qui, furieuse, s'étonne de son accoutrement et tente de mettre les choses au clair en interrogeant le banquier. Ce dernier en profite pour prévenir le shérif, qui emprisonne Ma. De son côté, Joe retourne à la mine pour chercher de l'aide. La nuit venue, les quatre frères se rendent à Alfalfa City où ils retrouvent leur mère qui s'est évadée toute seule. Une fois rentrée, Ma inflige une sévère correction à Joe pour avoir attaqué les banques sans permission. Néanmoins, elle décide de poursuivre les braquages, mais ensemble, comme une « famille unie » — ce qui contente tout le monde. 
Les bandits se mettent à écumer la région avec une efficacité redoutable. Afin de leur tendre un guet-apens, Lucky Luke organise une foire à l'occasion de la fête des mères, comptant sur les Dalton pour s'y rendre. William et Jack y voient l'occasion de ramener un cadeau à Ma et ainsi, de devenir les nouveaux « préférés ». Averell, qui les a entendus, les suit. Lucky Luke et la population de Cactus Junction referment le piège, mais sans avoir arrêté Joe ni sa mère, ce qui inquiète le cow-boy.
Afin de libérer les trois prisonniers, le fils et la mère se rendent discrètement dans la chambre de Luke pour le piéger. Le cow-boy est alors pris en otage par Joe. Malheureusement pour ce dernier, ses frères ont tenté de brûler la prison, comme il le leur a appris, ce qui provoque une importante pagaille et permet à Lucky Luke de maîtriser les quatre Dalton. La matriarche défie alors Luke en duel. Ce dernier, effrayé pour la première fois de sa vie, tente de la raisonner, mais sans succès. Il ne doit la vie qu'à l'intervention involontaire de Rantanplan, qui désarme Ma.
Finalement, les Dalton sont ramenés en prison et Rantanplan est, pour son plus grand bonheur, à nouveau enchaîné à Joe. Seule Ma a réussi à échapper à Luke : elle s'est rendue à Houston, où elle a ouvert un restaurant très chic... et si onéreux que les « additions » font partie intégrante de la liste des forfaits de la famille Dalton.

## Personnages
- Lucky Luke
- Jolly Jumper
- Ma Dalton: mère des quatre frères Dalton. C'est une vieille femme veuve au caractère bien trempé. De nature malhonnête (comme ses fils) elle passe pour une inoffensive grand-mère. En réalité, elle est capable d'agir en vrai chef de gang et est très habile au revolver, au point de terrifier Lucky Luke lui-même. Si Averell est clairement son préféré, elle ne manque pas de tendresse pour Joe à qui elle avoue : « Tu as été très dur à élever, Joe, mais tu es celui qui ressemble le plus à ton pauvre père... C'est pour ça que j'ai toujours eu un faible pour toi... ». Elle est inspirée de la célèbre criminelle américaine Ma Barker.
- Rantanplan : le célèbre chien du pénitencier il considère Ma Dalton comme quelqu'un d'autoritaire et n'arrête pas d'obéir à ses ordres.
- Les Dalton
- Sweetie : chat de Ma Dalton. Il a un caractère difficile et est friand de mou.
- Le shérif de Cactus Junction : il aide Lucky Luke dans sa traque des Dalton.
- Mr Schultz : boucher de Cactus Junction, il est amusé par les faux braquages de Ma, mais déchante lorsqu'elle utilise son arme à feu pour de vrai.

## Historique
Plébiscité par bon nombre de lecteurs comme le meilleur Lucky Luke, tous titres confondus, Ma Dalton doit sans doute son succès au fait que Morris et Goscinny ont un peu bousculé leurs habitudes. La ville où se déroule l'action ne comprend aucun des couards habituels (Lucky Luke se croit même obligé de le souligner au moment de l'épilogue) et Joe Dalton prend une dimension inattendue (peut-être même, inespérée) dans son rapport conflictuel, mais passionné, avec sa mère.

## Publication

### Revues
L'histoire paraît dans le journal Pilote, du no 595 (1er avril 1971) au no 616 (26 août 1971).

### Album
Éditions Dargaud, no 7, 1971.

## Adaptation
Cet album est adapté dans la série animée Lucky Luke, diffusée pour la première fois en 1983 et dans le film d'animation au cinéma Les Dalton en cavale pour une compilation des trois épisodes.
L'album est aussi adapté très librement dans la série télé Lucky Luke.
Ma Dalton apparaît dans le film Les Dalton (2004) de Philippe Haïm, sous les traits de Marthe Villalonga.
Elle apparaît également dans l'épisode Un papa pour les Dalton et elle est mentionnée dans l'épisode Jackpot pour les Dalton, des Nouvelles Aventures de Lucky Luke, de 2001.